# Telenor Dánia
A Telenor Dánia egyike a 4 legnagyobb dán mobilszolgáltatónak, több mint 1,4 millió ügyféllel. 2004. február 12. óta a norvég Telenor ASA mobiltelefon-társaság leányvállalata. 2009. június 15. előtt Sonofon néven volt ismert. 2009. június 15-én átnevezték Telenorra. A Telenor 2014 decembere óta együttműködik a svéd Telia szolgáltatóval,  azért hogy közös mobilhálózatot hozzon létre Dániában.

## Története

### Sonofon

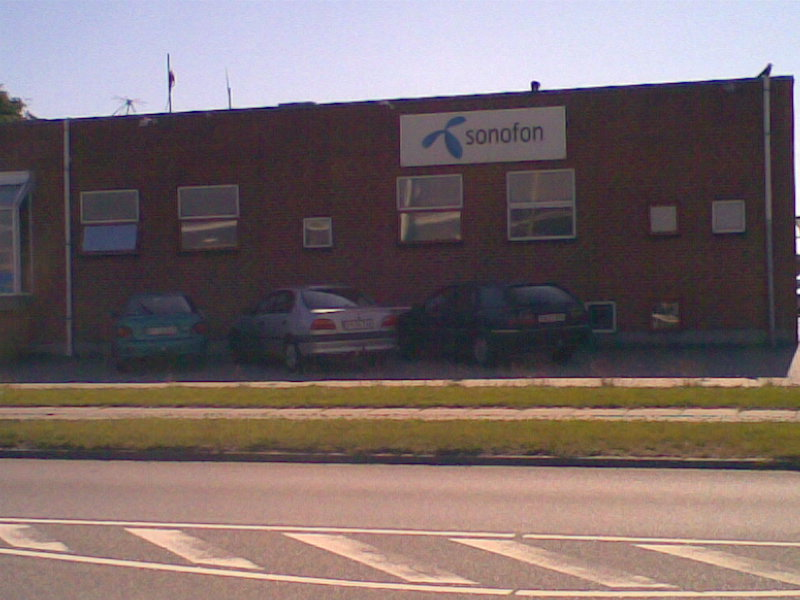
Sonofon üzlet Tilstben, 2009. júniusában

A Sonofon 1991-ben alakult  a GN Store Nord és a BellSouth Corporation vegyesvállalataként . Ugyanezen év szeptember 9-én a Sonofon megkapta Dánia első GSM 900-as mobilhálózatának üzemeltetésére vonatkozó engedélyt (míg a második GSM-licencet később a Tele Danmark kapta meg). A Sonofon 1992 szeptemberében indította el szolgáltatásait, 1996-ra gyorsan félmillió felhasználója lett. 1998. január 11-én a Sonofon piacra dobta Dánia első kártyás SIM-kártyáit.
A GN Store Nord 2000. június 13-án 13,1 milliárd DKK-ért eladta a Sonofonban meglévő részesedését.
2006-ban a Cybercity szoros együttműködést kötött a Sonofonnal, megosztva a koppenhágai központot,hogy a Sonofon által felkért és képzett tanácsadókat a Sonofon fő telefonközpontjában másodlagos bázisként használva.

### TELE2
2007 májusában a Telenor bejelentette a Tele2 dániai tevékenységének megvásárlását, a dán monopóliumbizottság jóváhagyásával.

## Külső linkek
- Hivatalos weboldal